# Гребешева, Инга Ивановна
Инга Ивановна Гребешева (род. 25 января 1937, Шостка, Харьковская область) — врач, российский государственный и общественный деятель; вице-премьер правительства РСФСР в 1991 году.

## Биография
Родилась 25 января 1937 года в городе Шостка (ныне — Сумской области).
Окончила с золотой медалью школу № 279 (г. Москва).
в 1959 году окончила с дипломом с отличием Первый Московский ордена Ленина медицинский институт имени И. М. Сеченова (1-й МОЛМИ) по специальности "Лечебное дело".
С 1959 по 1965 год работала врачом-педиатром в московской поликлинике № 10.
В 1965 году принята в Минздрав РСФСР на должность инспектора-врача.
В 1968 году зачислена в аспирантуру ВНИИ социальной гигиены и организации здравоохранения им. Н. А. Семашко.
В 1971 году присвоена учёная степень Кандидат медицинских наук. Переведена в Минздрав СССР на должность старшего специалиста.
В 1973 году назначена руководителем отделения ВНИИ социальной гигиены и организации здравоохранения им. Н. А. Семашко.
В 1981 году назначена начальником Главного управления лечебно-профилактической помощи детям и матерям в Минздраве СССР. Являлась членом комиссии Минздрава РСФСР по ликвидации последствий аварии на Чернобыльской АЭС.
В 1990 году назначена заместителем председателя правления Советского детского фонда им. В. И. Ленина.
С 31 января 1991 года - заместитель Председателя Совета министров РСФСР по социальной политике, Председатель Комитета  по
делам семьи и демографической политике при Совете министров РСФСР.
С 25 июля 1991 года по 5 декабря 1991 года — заместитель председателя Совета министров РСФСР.
С 1992 по 2007 год — генеральный директор Российской ассоциации «Планирование семьи».
С 6 мая 1996 года по 1 сентября 2000 года являлась членом Комиссии по вопросам женщин, семьи и демографии при Президенте Российской  Федерации.
С 10 января 1995 года по 26 ноября 2001 года входила в состав Совета по кадровой  политике  при  Президенте  Российской  Федерации.
Награждена медалью «Ветеран труда», почетным знаком  «Отличнику здравоохранения».
Имеет более 200 научных публикаций. Является автором книг «Ваш ребёнок», «Медицинская помощь детям в детских дошкольных учреждениях», «Организация лечебно-профилактической помощи детям».